# Apium fernandezianum
Espèce
Classification phylogénétique
Statut de conservation UICN

 CR  : 
En danger critique
Apium fernandezianum est une espèce de plantes à fleurs de la famille des Apiaceae endémique du Chili. Il s'agit d'une espèce en danger critique avec seulement 10 individus situés dans l'archipel Juan Fernández.

## Galerie de photos

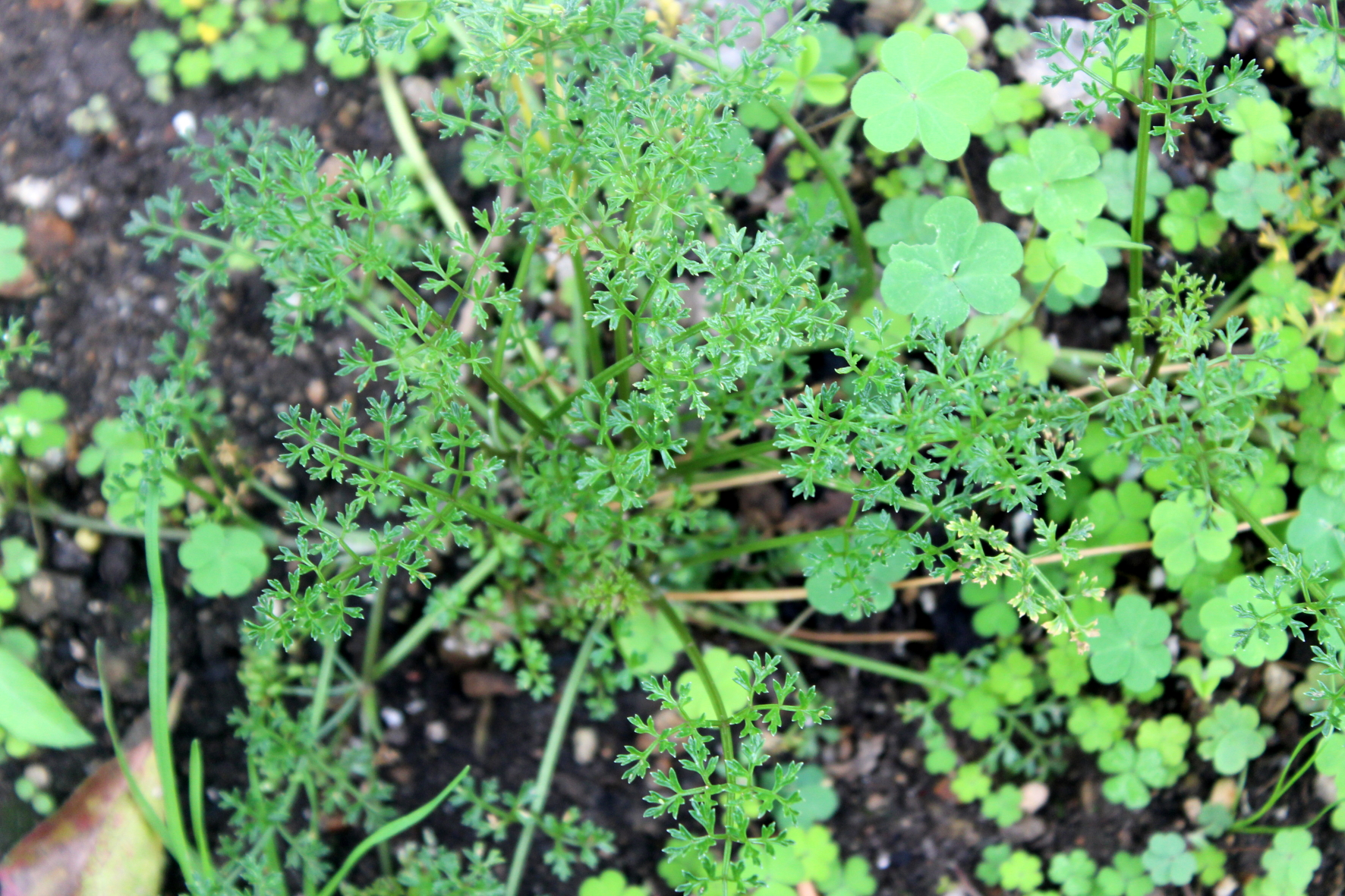
Détail des feuilles.
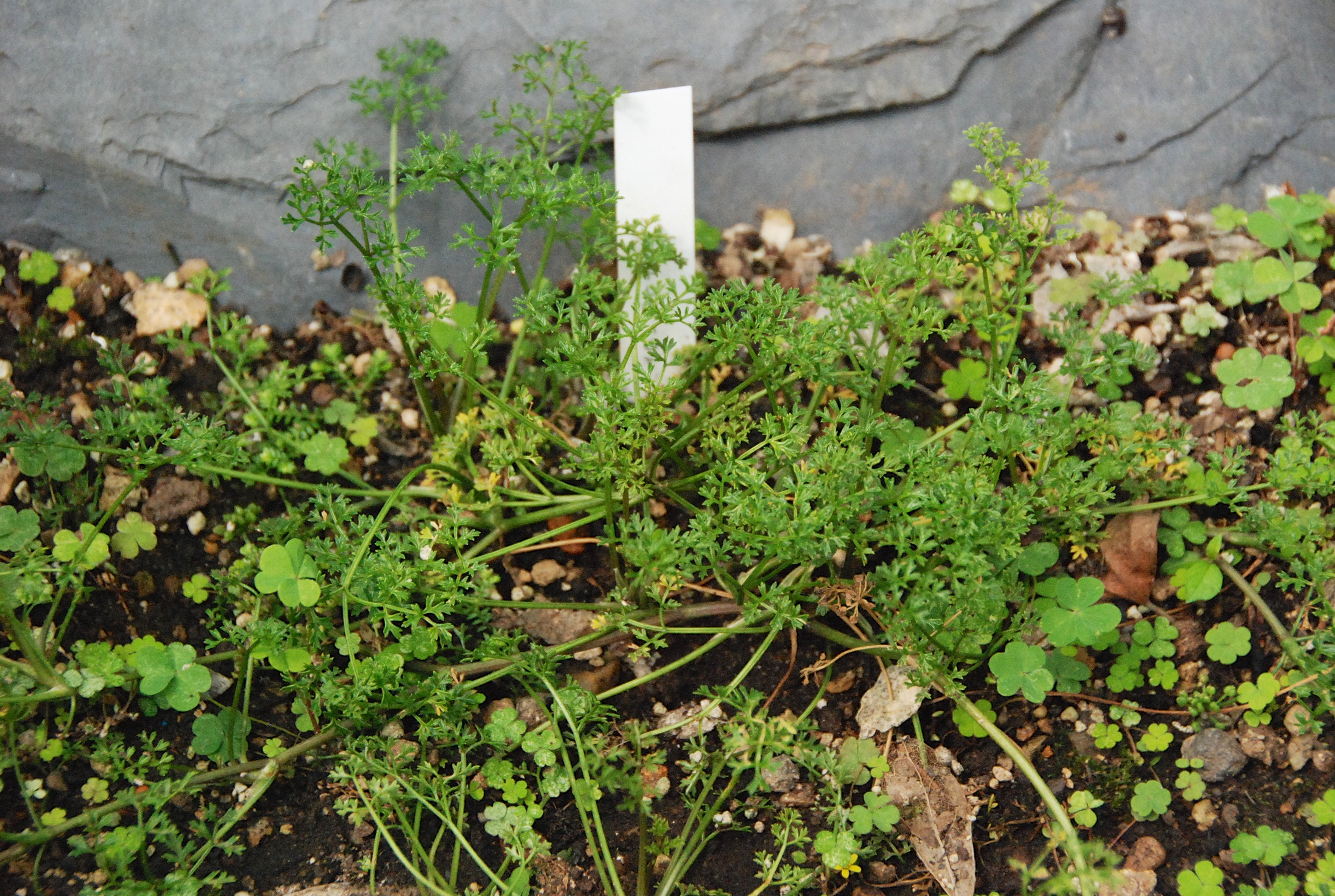
Plant d'Apium fernandezianum.
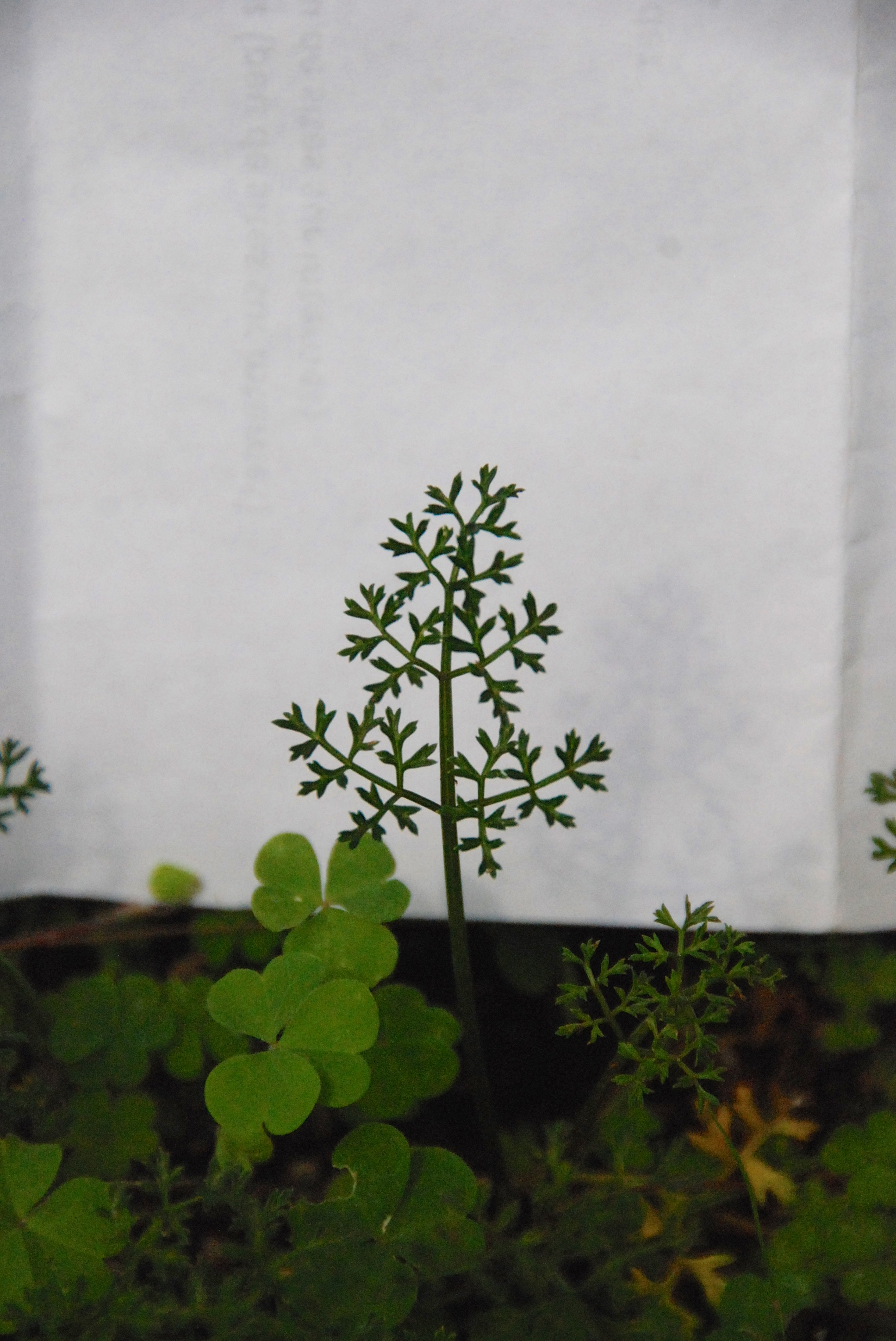
Détail des feuilles.